# Avenida La Marina (Talcahuano)
La Avenida La Marina es una gran arteria vial de la ciudad de Talcahuano en Chile.
La avenida La marina es un eje que conecta Avenida Juan Antonio Ríos y Avenida Almirante Juan José Latorre, permitiendo la conectividad del sector el Puerto de San Vicente, con Gaete y Las Industrias.

## Historia
La avenida ha ido creciendo junto el sector de San Vicente Las Industrias y Gaete. Se convirtió en la conexión con los sectores industriales de la intercomuna, con el puerto de San Vicente. En la década de los 1980, se mejoró su conexión con Avenida Gran Bretaña, y se hizo una conexión vial con Avenida La Marina, atravesando terrenos de la Siderúrgica Huachipato. lo que unido a la construcción del nudo trompeta con la Autopista Concepción-Talcahuano, y el mejoramiento y extensión de Avenida Libertador Bernardo O'Higgins, se convirtió en la ruta al sector industrial y al Puerto de San Vicente, descongestionando así la Avenida Cristóbal Colón del tráfico de camiones. 

## Ubicación
La avenida se origina en Avenida Almirante Juan José Latorre, a un costado de la antigua Estación San Vicente y el puerto de San Vicente, y frente a la subida del C° La Gloria. Luego cruza el sector industrial de San Vicente. Cruza por los terrenos de acopio de la Siderúrgica Huachipato, para luego unirse a la Avenida Juan Antonio Ríos, en el punto de unión con la Avenida Alto Horno

## Prolongaciones
- En el oeste:
  - Avenida Almirante Juan José Latorre.
- En el este:
  - Avenida Juan Antonio Ríos y Avenida Alto Horno

## Puntos relevantes
Dentro de su trazado, la Avenida la Marina pasa por los siguientes puntos relevantes dentro de la intercomuna:
- Puerto San Vicente
- Antigua Estación San Vicente
- Pesqueras
- Depósitos de Petroleras
- Siderúrgica Huachipato

- Datos: Q5713794